# Molí del Vilet
El Molí del Vilet és una obra de Sant Martí de Riucorb (Urgell) inclosa a l'Inventari del Patrimoni Arquitectònic de Catalunya. El que havia estat un molí, va desaparèixer totalment per allà els anys 20. Al seu lloc hi ha una casa. El molí es troba documentat en un pleit amb el monestir de Vallbona l'any 1194. Segons referències tenia la forma d'una torre quadrada.